# Agardhiella extravaganta
Agardhiella extravaganta е вид охлюв от семейство Argnidae.

## Разпространение
Видът е разпространен в Албания.